# La Mise au tombeau (Michel-Ange)
Pour les articles homonymes, voir La Mise au tombeau.
La Mise au tombeau (Deposizione di Cristo nel sepolcro)  est un tableau a tempera avec reprises à l'huile, réalisé en  1500 et 1501 par Michel-Ange sur panneau de bois de 162 × 150 cm. 
L'œuvre, dont le sujet est la Mise au tombeau du Christ, est conservée à la National Gallery de Londres.

## Histoire
Elle provient d'une collection à Rome, et est relative à une compensation  faite par Michel-Ange, entre  1501 et 1502, pour un retable de l'église San Agostino qu'il n'a pu livrer. Ce qui pourrait expliquer l'inachèvement du tableau.

## Thème
Il s'agit d'un thème de l'iconographie de la peinture chrétienne, soit l'étape de la Passion du Christ qui se situe entre sa Crucifixion et sa Résurrection (deux termes qui ne s'appliquent qu'au Christ).
La mise au tombeau du Christ est faite par les proches, Marie et les saint apôtres, en extérieur, proche du lieu du sépulcre (tombe, sarcophage ou grotte fermée par un rocher suivant les représentations).

## Composition
C'est un tableau inachevé comme le montre le contour seul de la Vierge à droite, les nuages en haut à gauche, un morceau de paysage (édifice ?) en haut à droite, et le sol au premier plan.
Les personnages supportant le Christ et le Christ lui-même adoptent  des poses très déhanchées presque « chorégraphiques ».
Le Christ est nu (mise à part une bande de tissu passée sous ses aisselles pour le soulever).
Outre des rochers à droite du tableau, les personnages principaux sont placés sur des marches.

## Analyse
Plusieurs interprétations peuvent être données des personnages du tableau :
- Saint Jean l'Évangéliste, habituellement vêtu  de rouge, avec les cheveux longs, est campé sur la gauche, soutenant le corps du Christ,
- Les autres figures sont probablement Nicodème et Joseph d'Arimathie qui l'emmènent vers le  tombeau.
- La figure féminine agenouillée, à gauche, est probablement Marie-Madeleine
- La femme sur la droite, Salomé, la mère de Jean
- L'emplacement de la figure de  Marie  à droite.